# Tastaturbelegung US-International

Tastaturbelegung US-International

Die Tastaturbelegung US-International wurde ursprünglich für Windows geschaffen, um mit einer für Englisch eingerichteten Tastaturbelegung auch Umlaute, ß und Buchstaben mit diakritischen Zeichen eingeben zu können. In mit Stand Ende 2022 aktuellen deutschsprachigen Windows-Versionen wird sie als „Englisch (USA, International)“ bezeichnet.
Im Gegensatz zur Standard-US-Tastatur (gemäß ANSI-INCITS 154-1988) verwendet eine solche Tastatur Tottasten. Außerdem wird die rechte Alt-Taste, ähnlich wie in deutschen und vielen anderen sprachspezifischen Tastaturbelegungen, durch die Alt Gr-Taste ersetzt, die bei gleichzeitiger Betätigung die Eingabe der im Bild rechts auf den Tastenköpfen dargestellten (und blau markierten) Zeichen bewirkt.
Die zur Akzentuierung verwendbaren Tottasten sind ', `, ", ^ und ~. Ein akzentuierter Buchstabe wird geschrieben, indem man zuvor die entsprechende Tottaste drückt (sie aber nicht gedrückt hält) und als nächstes den Buchstaben eingibt, den man akzentuieren möchte. Kann der eingegebene Buchstabe nicht akzentuiert werden, erscheint der Akzent allein, gefolgt von dem eingegebenen Zeichen auf dem Bildschirm. Wenn man nur den Akzent angezeigt haben möchte, erreicht man das durch Drücken der Leertaste als zweites Zeichen.
Beispiele für Akzentbuchstaben sind:
é   ' + e
ç   ' + c
è   ` + e
ë   Shift + ' + e
ê   Shift + 6 + e
ñ   Shift + ` + n
Umlaute können als Akzentbuchstaben konstruiert werden, oder per Alt Gr-Taste eingegeben werden:
| Umlaut | "                     |  | Alt Gr             |
| ------ | --------------------- |  | ------------------ |
| ä      | Shift + ' + a         |  | Alt Gr + q         |
| Ä      | Shift + ' + Shift + a |  | Alt Gr + Shift + q |
| ü      | Shift + ' + u         |  | Alt Gr + y         |
| Ü      | Shift + ' + Shift + u |  | Alt Gr + Shift + y |
| ö      | Shift + ' + o         |  | Alt Gr + p         |
| Ö      | Shift + ' + Shift + o |  | Alt Gr + Shift + p |

Weitere wichtige Tasten für einen deutschen Nutzer sind:
€  Alt Gr + 5
ß  Alt Gr + s
'  ' + Leer   (einfaches Anführungszeichen)
"  Shift + ' + Leer   (doppeltes Anführungszeichen)
’  Alt Gr + 0   (Apostroph)
Bei den beiden Anführungszeichen handelt es sich um typografisch neutrale Ersatzzeichen, die von einfachen Texteditoren auch so dargestellt werden. Professionelle Textverarbeitungsprogramme wandeln die Anführungszeichen in typografisch korrekt Aussehende um („ “ und ‚ ‘). Diese Umwandlung berücksichtigt die aktuell gewählte Sprache am Betriebssystem und es empfiehlt sich deshalb die Tastatur US-International der deutschen Sprache hinzuzufügen. Tastatur und Sprache lassen sich mittels  + Leer gemeinsam umschalten.
Der für die US-International-Tastaturbelegung vorgesehene Zeichensatz entspricht im Wesentlichen den sichtbaren Zeichen, die in ISO 8859-1, als der für westeuropäische Anwendungen vorgesehene Zeichensatz „Latin-1“, codiert sind (ergänzt um das Eurozeichen und um die hochstehenden einfachen typografischen Anführungszeichen). Damit ist diese Tastaturbelegung z. B. zur Eingabe baltischer und slawischer Sprachen ungeeignet und für das Französische auch nur bedingt geeignet (da „œ“, „Œ“ und „Ÿ“ fehlen). Für das Deutsche fehlen die tiefgestellten einleitenden Anführungszeichen und das große Eszett. Diese Zeichen fehlen allerdings auch auf den gängigen deutschsprachigen Tastaturen.
Obwohl man mit der „U.S.“-Tastenbelegung des Macintosh von Anfang an Akzentbuchstaben mittels Tottasten tippen konnte, wird seit Mac OS X Snow Leopard, das ist macOS Version 10.6, auch „U.S. International – PC“ mitgeliefert, mit der man sowohl die vom macOS als die von Windows gewohnten Tastenkombinationen verwenden kann.
In den Niederlanden werden Windows-Rechner mit der US-International-Tastaturbelegung ausgeliefert. (Die ursprünglich von Microsoft für Niederländisch konzipierte Belegung war nicht praktisch und die neuere Variante hat sich nicht durchsetzen können.)